# Danville (Virginia)
Danville is een van de 38 onafhankelijke steden in de Amerikaanse staat Virginia. In de Amerikaanse Burgeroorlog is het een week de hoofdstad geweest van Geconfedereerde Staten van Amerika. De stad was gedurende die oorlog een belangrijk spoorwegknooppunt.
De stad heeft een landoppervlakte van 112 km² en telt 48.411 inwoners (volkstelling 2000).